# 森川陽一郎
森川 陽一郎（もりかわ よういちろう、1979年8月14日 - ）は日本の映像作家、映画監督、書家。福井県丹生郡清水町（現・福井市）出身。

## 経歴

### 自主映画監督時代
高校在学中の1997年9月10日から自主映画を撮り始める。
2000年9月14日から、福井インディーズ映画祭を主宰。“応募作品すべて上映”の公約を掲げた映画祭は、最終回となる2003年7月19日の第五回開催までの3年間で計252作品を上映した。
2003年11月1日、東京国際映画祭に正式招待される。

### 映画監督時代
監督を務めた映画『福井青春物語』が、2005年5月1日に福井市響のホール、同年10月22日に東京・渋谷アップリンクXにて公開、26歳で劇場デビュー。

### 書道家時代
2008年6月からは書道家山内改行として、キャリーバッグに書道作品をぶら下げて「全国ツアー」を始める。

## 作品

### 監督
- 2005年『福井青春物語』 - 劇場ロードショー作品（渋谷UPLINK X、名古屋シネマスコーレ、岐阜シネマジャングル）

### 出演
- 2005年『福井青春革命』小野寺昭憲監督 - 劇場ロードショー作品（渋谷UPLINK X）